# František II. Gonzaga
František II. Gonzaga (10. srpna 1466 Mantova – 29. března 1519 Mantova) byl v letech 1484 až 1519 markýzem Mantovy.

## Život
František se narodil v Mantově jako nejstarší syn mantovského markýze Federica Gonzagy a jeho manželky Markéty Bavorské.
František měl kariéru kondotiéra, v letech 1489 až 1498 působil jako velitel Benátek. Byl vrchním velitelem italské ligy v bitvě u Fornova pod vedením svého zkušenějšího strýce Ridolfa Gonzagy: i když František nedokázal zastavit francouzského krále Karla VIII. a jeho armádu v návratu do Francie, prohlásil Fornovo za vítězství. František byl popisován jako "malý, s vykulenýma očima, s tupým nosem a výjimečnou statečností a byl považován za nejlepšího rytíře v Itálii".
František krátce velel benátské armádě, ale v roce 1502 odešel, aby vzdal úctu Ludvíku XII., který byl tehdy v Miláně. 29. dubna byl s Ludvíkem XII., když Janov padl do rukou francouzské armády. František, který převzal iniciativu po francouzském vítězství u Agnadella, okupoval země, které ztratil ve prospěch Benátek. Pochodoval do Legnaga se skupinou francouzských kopiníků, když ho zajali Benátčané. František získal svobodu pouze tím, že zanechal místo sebe svého syna Federica jako rukojmí. Jakmile byl osvobozen, dostal se do velení papežských jednotek, což však nemělo žádný efekt, protože zůstal v Mantově. 17. února 1510, František, který se již neúčastnil války, dovolil francouzské armádě pod velením Gastona z Foix pochodovat přes jeho území a dosáhnout Brescie.
Během Františkových absencí vládla Mantově jeho manželka Isabella d'Este, se kterou se oženil 12. února 1490. Za jejich vlády poznala Mantova velký věk kulturní nádhery, přítomni ve městě byli umělci jako Andrea Mantegna a Pier Jacopo Alari Bonacolsi. František nechal postavit palác San Sebastiano, kde byly nakonec uloženy Mantegnovy Caesarovy triumfy. V paláci František žil, když byl v Mantově. Jeho manželka Isabella zůstávala v Castello di San Giorgio, kde měla vlastní pokoje. Když František dokončil výzdobu svých pokojů v paláci, zeptal se své ženy na její názor. Isabella to okomentovala příznivě, i když řekla, že dekorace byly skoro stejně dobré jako ty v jejím kabinetu.
Na počátku roku 1503 si František začal dlouhodobý vztah s Lucrezií Borgiou.
29. března 1519 František, který trpěl syfilidou, ve věku 52 let v Mantově zemřel. Jeho nástupcem se stal nejstarší syn Federico, Isabella vládla jako regentka. Další syn Ferrante Gonzaga založil větev hrabat z Guastally.

## Milovník
František byl znám svou vášní pro ženy natolik, že u příležitosti obléhání Novary v roce 1495 se jeho švagrová Beatrice d'Este, která se mu chtěla zavděčit, nabídla, že mu osobně obstará "femmina di partito", se kterou oslaví vítězství pod záminkou ochrany jí i jejího manžela a sestry Isabelly před Francouzi.
František však také aktivně prováděl sodomii, podle starořeckého zvyku, v té době velmi rozšířeného téměř všude, jak sám hrdě tvrdí ve svém jedovatém dopise s obviněním Galeazzu Sanseverinovi, datovaném v roce 1503: "Jsem uznávaný a vychovaný šlechtou a dobrými mravy; ty pro lidskou a oslí laskavost (a já obvykle pořádám večírek u dveří jiných, a ne u mých!)"
Je dobře známo, že se obklopil surovci a mezzany, kteří mu měli za úkol obstarávat dívky a mladé eféby. Jedním z nich byl mimo jiné Ludovico Camposampiero, který se proto setkal s nenávistí markýzy.

## Rodina
František měl s manželkou Isabella d'Este, nejstarší dcerou modenského, ferrarského a reggiánského markýze Herkula I. osm dětí:
- Eleonora Gonzaga (1493–1550) ⚭ 1509 Francesco Maria I della Rovere (1490–1538), urbinský vévoda
- Markéta Gonzaga (1496)
- Federico II. Gonzaga (1500–1540) ⚭ 1531 Markéta Palaiologa (1510–1566)
- Livie Gonzaga (1501–1508)
- Ippolita Gonzaga (1503–1570), jeptiška
- Herkules Gonzaga (1505–1563), kardinál
- Ferrante Gonzaga (1507–1557) ⚭ 1529 Isabella di Capua (1510–1559)
- Livie (Paola) Gonzaga (1508–1569), jeptiška

## Vývod z předků
|                       |                                         |  |                             |                                     |  |  |  |  |  |  |  | František I. Gonzaga |
|                       |                                         |  |                             |                                     |  |  |  |  |  |  |  |                      |
|                       | Jan František I. Gonzaga                |  |                             |                                     |  |  |  |  |  |  |  |                      |
|                       |                                         |  |                             |                                     |  |  |  |  |  |  |  |                      |
|                       |                                         |  |                             | Margherita Malatesta                |  |  |  |  |  |  |  |                      |
|                       |                                         |  |                             |                                     |  |  |  |  |  |  |  |                      |
|                       | Ludvík III. Gonzaga                     |  |                             |                                     |  |  |  |  |  |  |  |                      |
|                       |                                         |  |                             |                                     |  |  |  |  |  |  |  |                      |
|                       |                                         |  |                             | Malatesta IV Malatesta              |  |  |  |  |  |  |  |                      |
|                       |                                         |  |                             |                                     |  |  |  |  |  |  |  |                      |
|                       | Pavla Anežka Malatestová                |  |                             |                                     |  |  |  |  |  |  |  |                      |
|                       |                                         |  |                             |                                     |  |  |  |  |  |  |  |                      |
|                       |                                         |  |                             | Elisabetta da Varano                |  |  |  |  |  |  |  |                      |
|                       |                                         |  |                             |                                     |  |  |  |  |  |  |  |                      |
|                       | Federico I. Gonzaga                     |  |                             |                                     |  |  |  |  |  |  |  |                      |
|                       |                                         |  |                             |                                     |  |  |  |  |  |  |  |                      |
|                       |                                         |  |                             | Fridrich I. Braniborský             |  |  |  |  |  |  |  |                      |
|                       |                                         |  |                             |                                     |  |  |  |  |  |  |  |                      |
|                       | Jan Braniborský                         |  |                             |                                     |  |  |  |  |  |  |  |                      |
|                       |                                         |  |                             |                                     |  |  |  |  |  |  |  |                      |
|                       |                                         |  |                             | Alžběta Bavorská                    |  |  |  |  |  |  |  |                      |
|                       |                                         |  |                             |                                     |  |  |  |  |  |  |  |                      |
|                       | Barbora Braniborská                     |  |                             |                                     |  |  |  |  |  |  |  |                      |
|                       |                                         |  |                             |                                     |  |  |  |  |  |  |  |                      |
|                       |                                         |  |                             | Rudolf III. Saský                   |  |  |  |  |  |  |  |                      |
|                       |                                         |  |                             |                                     |  |  |  |  |  |  |  |                      |
|                       | Barbora Sasko-Wittenberská              |  |                             |                                     |  |  |  |  |  |  |  |                      |
|                       |                                         |  |                             |                                     |  |  |  |  |  |  |  |                      |
|                       |                                         |  |                             | Barbora Lehnická                    |  |  |  |  |  |  |  |                      |
|                       |                                         |  |                             |                                     |  |  |  |  |  |  |  |                      |
| František II. Gonzaga |                                         |  |                             |                                     |  |  |  |  |  |  |  |                      |
|                       |                                         |  |                             |                                     |  |  |  |  |  |  |  |                      |
|                       |                                         |  | Jan II. Bavorsko-Mnichovský |                                     |  |  |  |  |  |  |  |                      |
|                       |                                         |  |                             |                                     |  |  |  |  |  |  |  |                      |
|                       | Arnošt Bavorský                         |  |                             |                                     |  |  |  |  |  |  |  |                      |
|                       |                                         |  |                             |                                     |  |  |  |  |  |  |  |                      |
|                       |                                         |  |                             | Kateřina Gorická                    |  |  |  |  |  |  |  |                      |
|                       |                                         |  |                             |                                     |  |  |  |  |  |  |  |                      |
|                       | Albrecht III. Bavorský                  |  |                             |                                     |  |  |  |  |  |  |  |                      |
|                       |                                         |  |                             |                                     |  |  |  |  |  |  |  |                      |
|                       |                                         |  |                             | Bernabo Visconti                    |  |  |  |  |  |  |  |                      |
|                       |                                         |  |                             |                                     |  |  |  |  |  |  |  |                      |
|                       | Alžběta Viscontiová                     |  |                             |                                     |  |  |  |  |  |  |  |                      |
|                       |                                         |  |                             |                                     |  |  |  |  |  |  |  |                      |
|                       |                                         |  |                             | Beatrix Regina Scaligerová          |  |  |  |  |  |  |  |                      |
|                       |                                         |  |                             |                                     |  |  |  |  |  |  |  |                      |
|                       | Markéta Bavorská                        |  |                             |                                     |  |  |  |  |  |  |  |                      |
|                       |                                         |  |                             |                                     |  |  |  |  |  |  |  |                      |
|                       |                                         |  |                             | Albert I. Brunšvicko-Grubenhagenský |  |  |  |  |  |  |  |                      |
|                       |                                         |  |                             |                                     |  |  |  |  |  |  |  |                      |
|                       | Erich I. Brunšvicko-Grubenhagenský      |  |                             |                                     |  |  |  |  |  |  |  |                      |
|                       |                                         |  |                             |                                     |  |  |  |  |  |  |  |                      |
|                       |                                         |  |                             | Anežka Brunšvicko-Lüneburská        |  |  |  |  |  |  |  |                      |
|                       |                                         |  |                             |                                     |  |  |  |  |  |  |  |                      |
|                       | Anna Brunšvicko-Grubenhagensko-Einbecká |  |                             |                                     |  |  |  |  |  |  |  |                      |
|                       |                                         |  |                             |                                     |  |  |  |  |  |  |  |                      |
|                       |                                         |  |                             | Ota I. Brunšvicko-Göttingenský      |  |  |  |  |  |  |  |                      |
|                       |                                         |  |                             |                                     |  |  |  |  |  |  |  |                      |
|                       | Alžběta Brunšvicko-Göttingenská         |  |                             |                                     |  |  |  |  |  |  |  |                      |
|                       |                                         |  |                             |                                     |  |  |  |  |  |  |  |                      |
|                       |                                         |  |                             | Markéta Julišsko-Berská             |  |  |  |  |  |  |  |                      |
|                       |                                         |  |                             |                                     |  |  |  |  |  |  |  |                      |